# Автономное правительство Объединённых монгольских аймаков
Автономное правительство Объединённых монгольских аймаков (кит. упр. 蒙古联盟自治政府) — марионеточное прояпонское правительство, действовавшее на части территории Внутренней Монголии в 1937—1939 годах.
После начала в 1937 году японо-китайской войны японские войска 14 октября заняли Гуйсуй, а 17 октября — Баотоу. 28 октября под контролем японцев был собран Второй всемонгольский съезд, который провозгласил создание Автономного правительства Объединённых монгольских аймаков. Главой правительства стал Ёндонванчуг, заместителем главы правительства — Дэ Ван Дэмчигдонров; правительство разместилось в Гуйсуе, переименованном в Хух-Хото.
22 ноября 1937 года Автономное правительство Объединённых монгольских аймаков, Автономное правительство Южного Чахара и Автономное правительство Северного Цзинь образовали Объединённый комитет Мэнцзяна.
Под контролем Автономного правительства Объединённых монгольских аймаков оказались такие бывшие аймаки Китайской республики, как Уланчаб, Ик-Джу, Шилин-Гол, Баинь-Тала (занимал территорию современного городского округа Хух-Хото, и частично — городских округов Баотоу и Уланчаб), Чахар, а также города Хух-Хото и Баотоу.

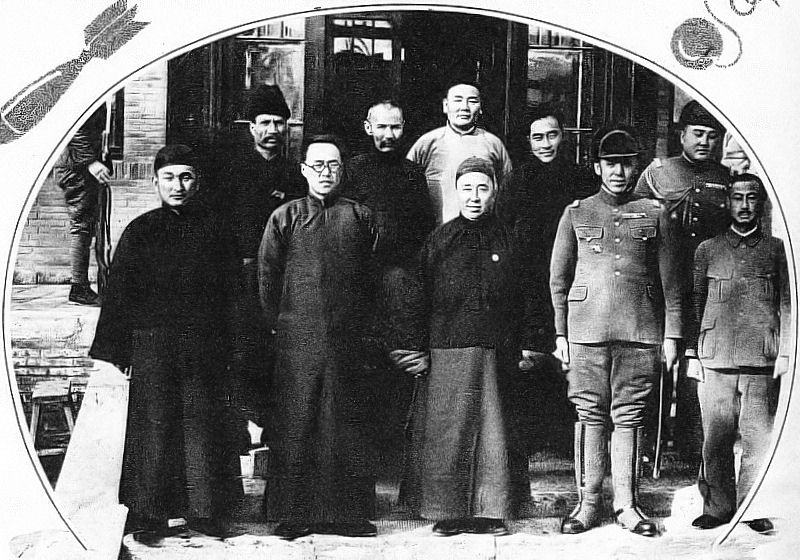
Автономное правительство Объединённых монгольских аймаков в 1938 году

В марте 1938 года скончался председатель правительства Ёндонванчуг, и в июле этот пост официально занял Дэмчигдонров.
1 сентября 1939 года Автономное правительство Объединённых монгольских аймаков, Автономное правительство Южного Чахара и Автономное правительство Северного Цзинь объединились в Объединённое автономное правительство Мэнцзяна.